# Nicole Revet
Pour les articles homonymes, voir Revet.
Nicole Revet, née le 10 décembre 1946, est une footballeuse française évoluant au poste de gardien de but.

## Carrière

### Carrière en club
Nicole Revet évolue de 1974 à 1977 au FC Rouen, atteignant la finale du Championnat de France en 1976.

### Carrière en sélection
Nicole Revet compte une seule sélection en équipe de France, le 8 septembre 1974, en amical contre la Suisse (défaite 1-3).

## Palmarès
- Finaliste du championnat de France en 1976 avec le FC Rouen